# Abies veitchii
Abies veitchii Lindl. è un abete endemico delle isole di Honshū e Shikoku in Giappone.

## Etimologia
Il nome generico Abies, utilizzato già dai latini, potrebbe, secondo un'interpretazione etimologica, derivare dalla parola greca ἄβιος = longevo. Il nome specifico veitchii fu assegnato in onore di John Gould Veitch che rinvenne la specie sul Fuji nel 1861.

## Descrizione

### Portamento
È una conifera sempreverde di taglia medio-piccola, che arriva sino a 40 – 60 metri d'altezza, con unico tronco arrotondato di diametro fino a 2 metri; presenta una chioma che assume forma piramidale o conica. I rami sono corti e snelli, si diramano orizzontalmente e hanno un portamento ascendente in punta. I germogli, che inizialmente sono verdi o marrone chiaro, diventano grigio-giallastri nel secondo anno; hanno superficie liscia che diventa leggermente solcata successivamente, con pubescenza giallastra.

### Foglie
Le foglie sono aghi lunghi 1,5-3 cm, larghi 1,5-2,2 mm, con lamina lineare o falcata, arrangiati a spirale e diffusi radialmente con quelli superiori più o meno a pettine e quelli inferiori diretti in avanti; l'apice dell'ago è emarginato o troncato. Il loro colore è verde scuro superiormente, con due bande biancastre di stomi inferiormente. Le gemme sono arrotondate e ovoidali, resinose.

### Fiori
Sono strobili maschili lunghi 10-15 mm, ascellari e pendenti, giallastri con microsporofilli rossi.

### Frutti
Sono coni eretti, di forma che varia tra ellissoidale e cilindrica, lunghi 4,5-7,5 cm e larghi 2-2,5 cm , di color viola-bluastro scuro prima della maturità, poi marrone-nerastro; hanno punta ottusa o papilliforme. Le scaglie sono reniformi o quasi a punta di freccia, con superficie liscia, lievemente pubescenti nelle parti esposte. Le brattee sono obcordate, lunghe 1-1,2 cm, dritte o ricurve. I semi alati, di color nero-grigiastro con riflessi verdi, lunghi 5-6 mm, sono cuneati.

### Corteccia
Da giovane è liscia, grigia-verdastra, con prominenti sacche resinose; nella parte bassa del fusto si sfoglia in scaglie con il passare degli anni.

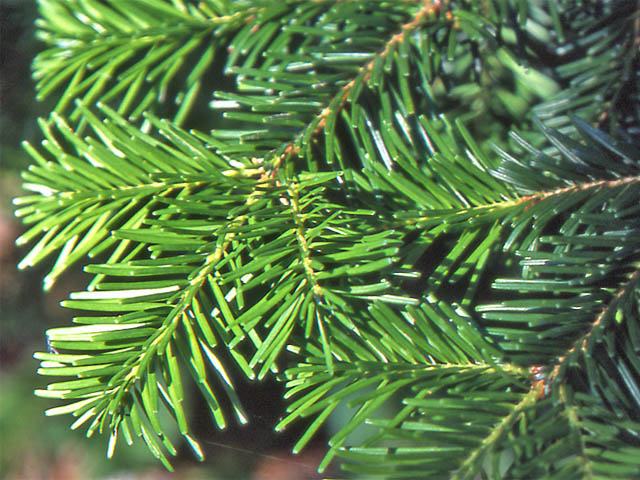
Virgulti
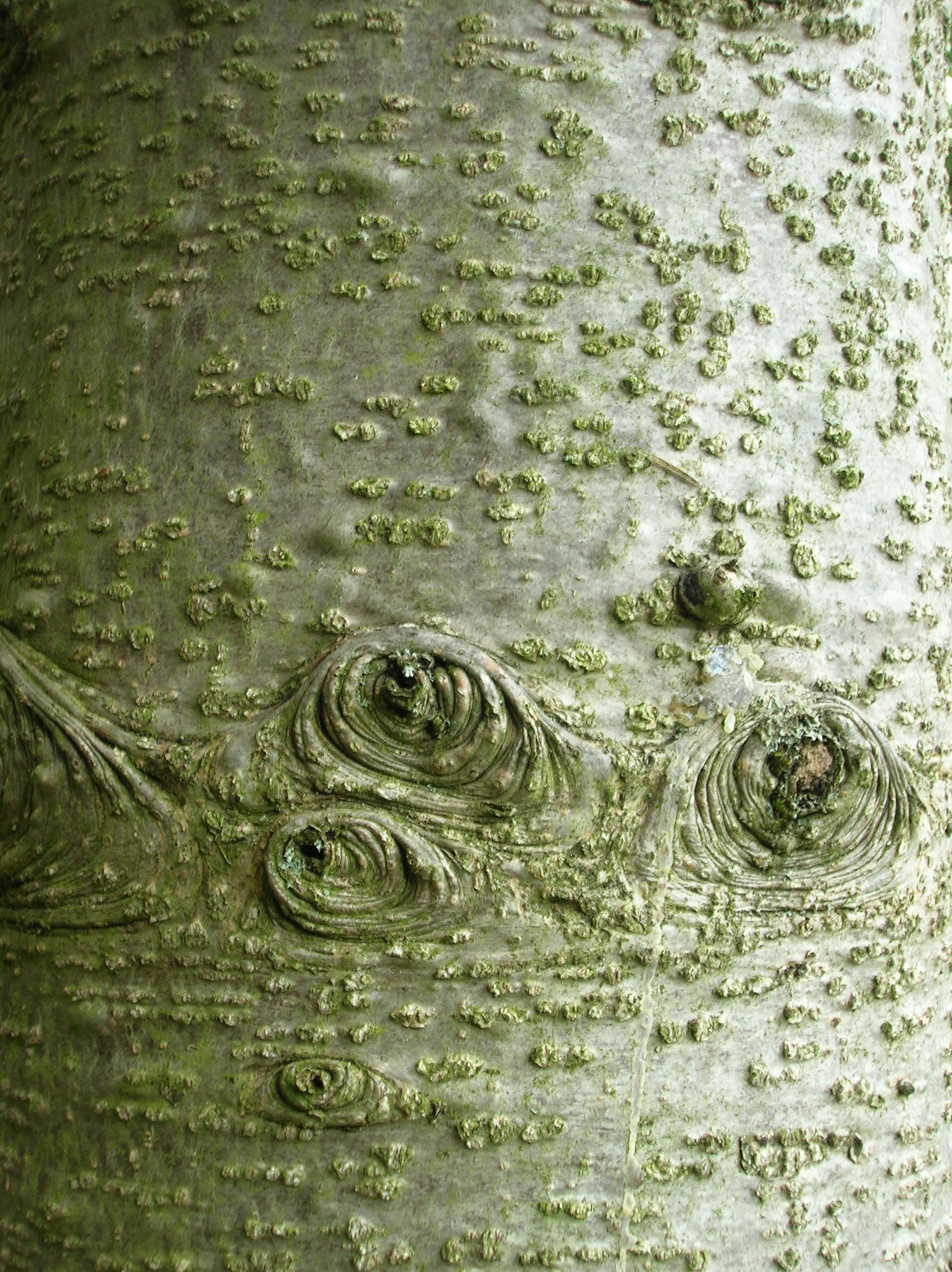
Corteccia
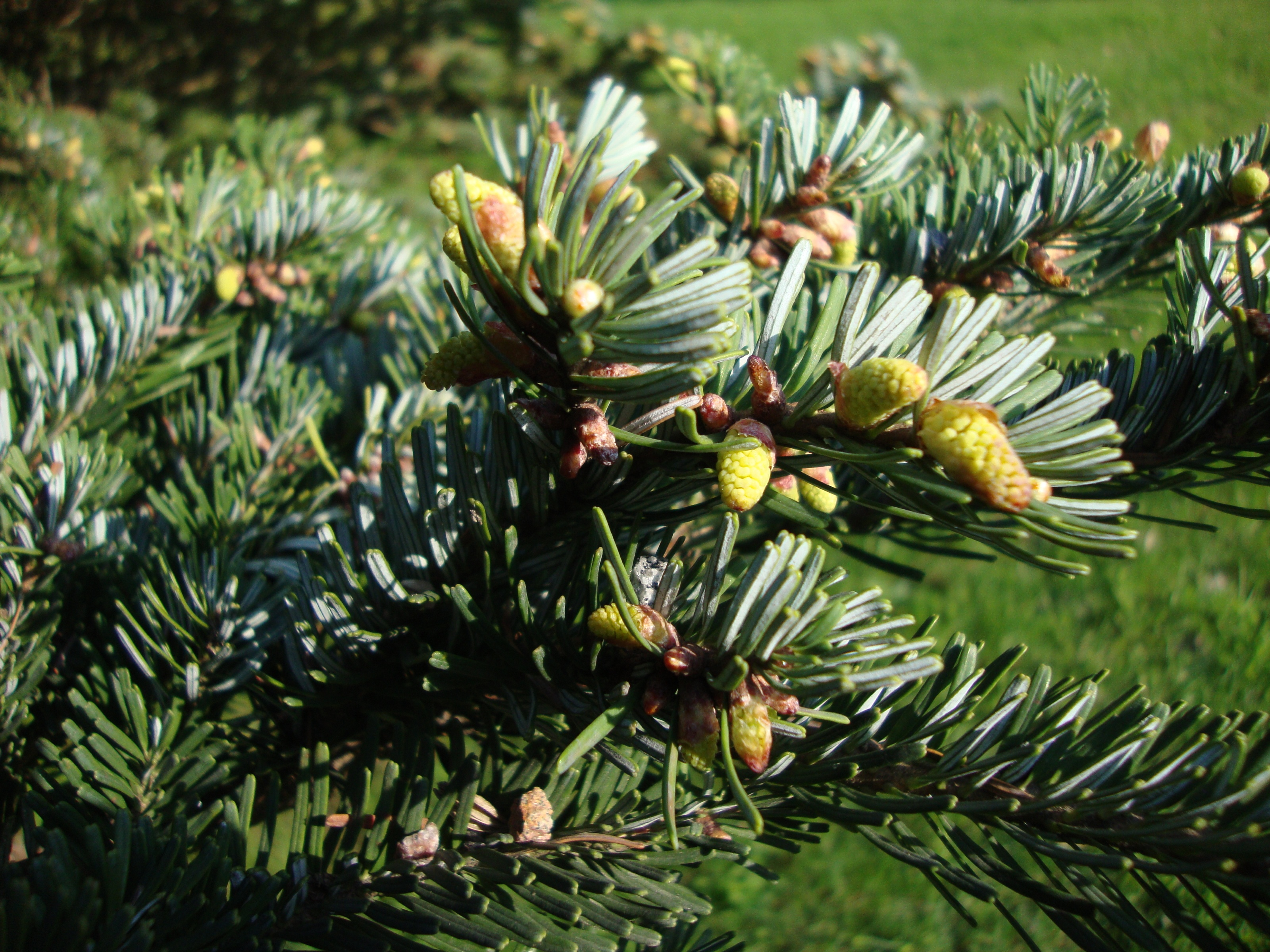
Strobili maschili
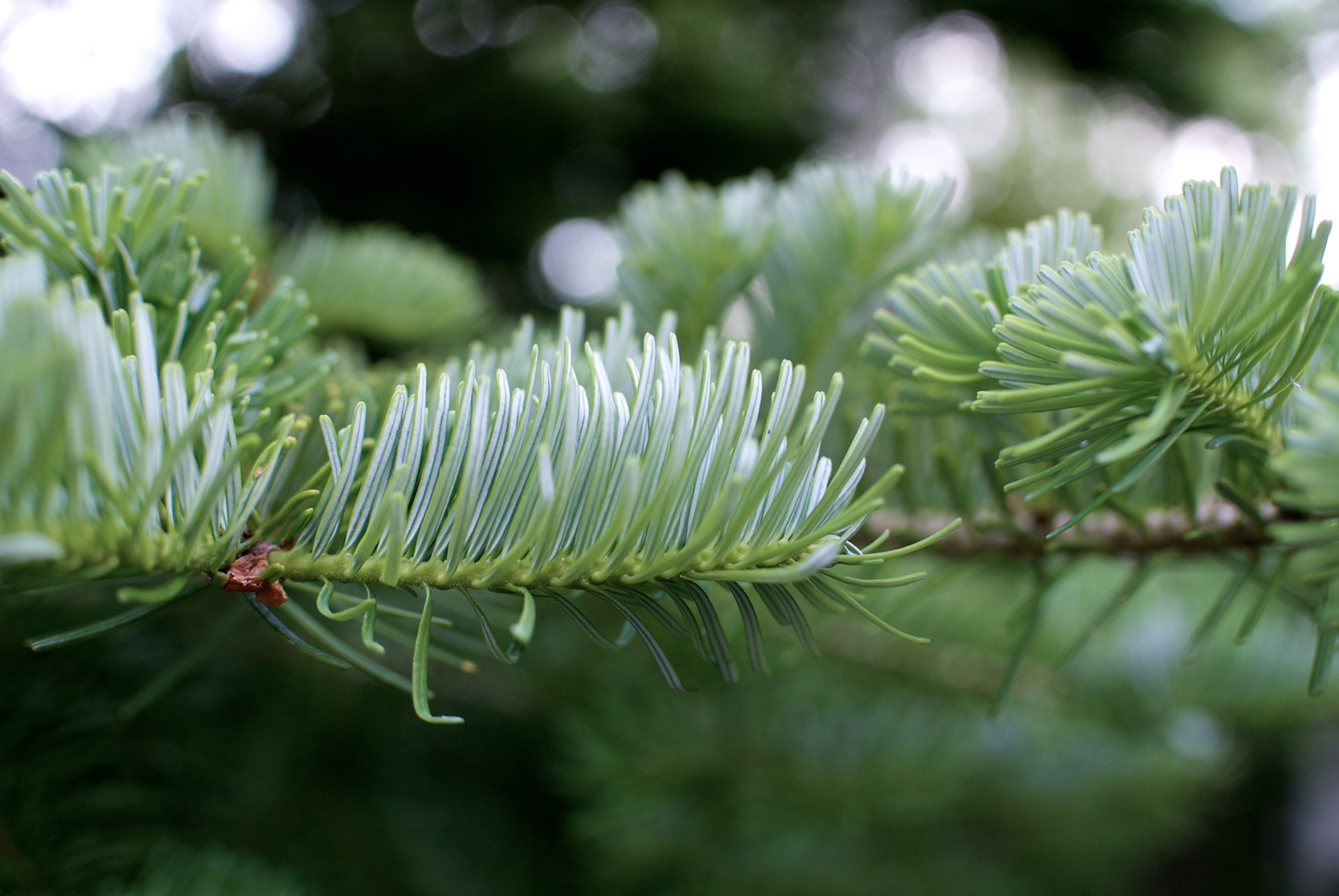
Aghi
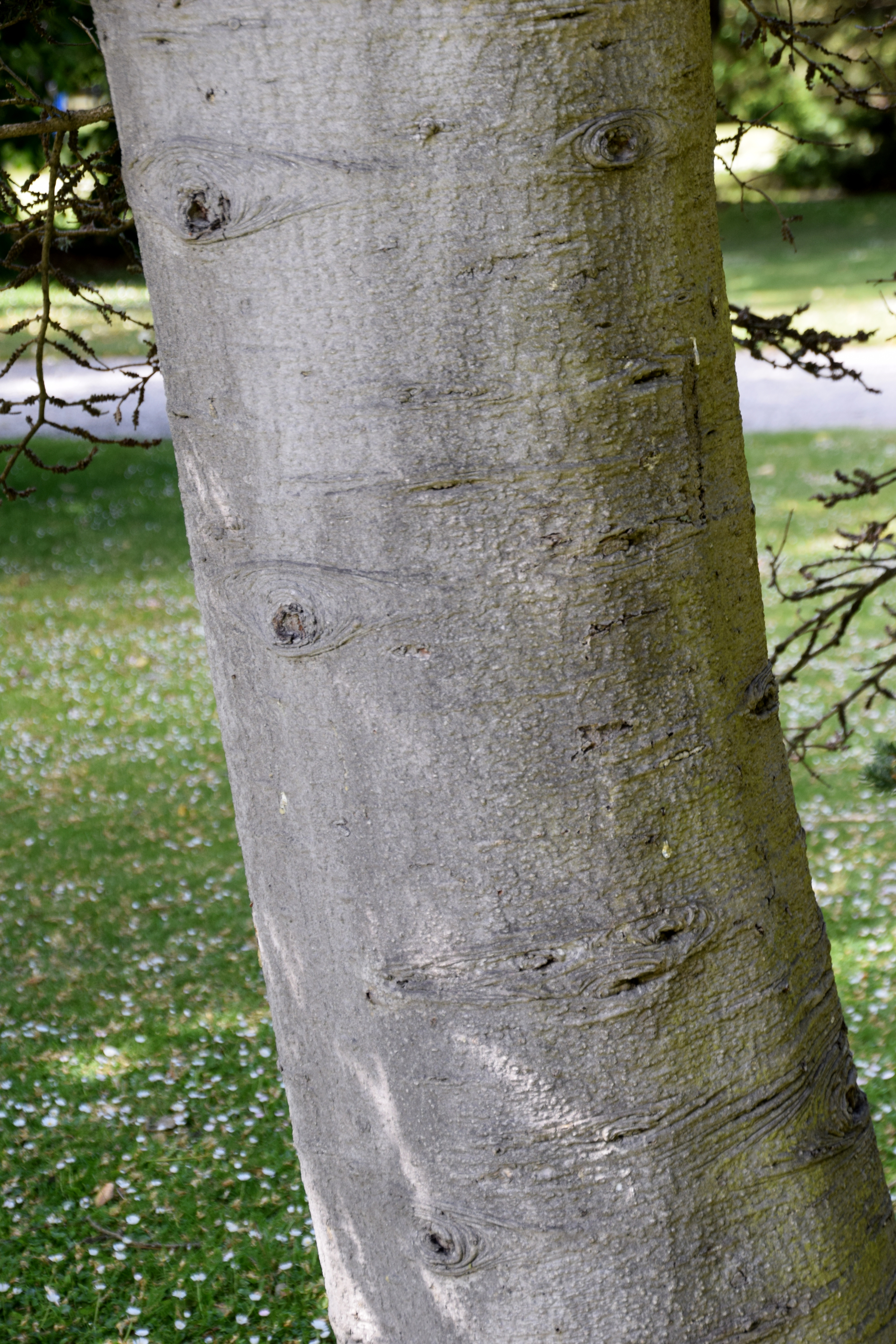
Fusto

## Distribuzione e habitat
Cresce ad altitudini di 1200-2800 m su suoli normalmente di origine vulcanica, podzolici e ben drenati; il clima di riferimento è fresco e umido con precipitazioni annue comprese tra 1000 e 2500 mm, e inverni freddi e nevosi. I frequenti tifoni causano estese distruzioni alle foreste, limitandone l'età a 250-300 anni. Forma frequentemente foreste miste con altre conifere (Abies mariesii, Picea jezoensis hondoensis, Larix kaempferi, Thuja standishii, Pinus parviflora, Pinus pumila e Tsuga diversifolia) e alcune caducifoglie come Betula ermanii, Sorbus commixta, Prunus nipponica, Betula corylifolia e specie del genere Acer.

## Tassonomia
È accettata la seguente sottospecie:
- Abies veitchii var. sikokiana (Nakai) Kusaka endemica dell'isola di Shikoku

### Sinonimi
Numerosi sono i sinonimi:
- Picea veitchii (Lindl.) Gordon
- Pinus selenolepis Parl.
- Pinus veitchii (Lindl.) W.R.McNab

## Usi
Il legno è di bassa qualità, e viene utilizzato principalmente nell'industria cartaria. È abbastanza comune come albero ornamentale in giardini, parchi e orti botanici; specialmente in Inghilterra ebbe una buona popolarità alla fine del diciannovesimo secolo, quando i primi semi vennero importati dal Giappone, popolarità poi soppiantata successivamente da altre specie botaniche.

## Conservazione
Pur essendo il suo areale progressivamente ristretto alle quote più elevate e meno urbanizzate, la rigenerazione della specie è tale da non considerarla in pericolo; viene classificata pertanto come specie a rischio minimo di estinzione (Least Concern) nella Lista rossa IUCN.